# Chemisches und Veterinäruntersuchungsamt Westfalen
Das Chemische und Veterinäruntersuchungsamt Westfalen (CVUA-Westfalen) ist eine Anstalt öffentlichen Rechts. 
Aufgabe des CVUA-Westfalen ist die Untersuchung und Begutachtung von Proben aus den Bereichen der Lebensmittel-, Futtermittel- und Veterinärüberwachung sowie Bedarfsgegenständen.
Die Anzahl der Proben wird vom Landesamt für Natur, Umwelt und Verbraucherschutz Nordrhein-Westfalen festgelegt und von den Lebensmittelkontrolleuren der örtlichen Lebensmittelüberwachung jeweils vor Ort entnommen. Träger der Anstalt sind das Land Nordrhein-Westfalen, die kreisfreien Städte Bochum, Dortmund, Hagen und Hamm und die 6 Kreise des Regierungsbezirks Arnsberg: Ennepe-Ruhr-Kreis, Hochsauerlandkreis, Kreis Olpe, Kreis Siegen-Wittgenstein, Kreis Soest, Kreis Unna und Märkischer Kreis.

## Entstehung
Das CVUA-Westfalen wurde im Rahmen der Neuorganisation der Chemischen und Lebensmitteluntersuchungsämter im gesamten Land Nordrhein-Westfalen zum 1. Januar 2014 als Anstalt des öffentlichen Rechts auf Grundlage der Verordnung zur Errichtung der integrierten Untersuchungsanstalten für die Bereiche des Verbraucherschutzes (ErrichtungsVO) errichtet. Im CVUA-Westfalen sind das Staatliche Veterinäruntersuchungsamt des Landes Nordrhein-Westfalen in Arnsberg, die Chemischen Untersuchungsämter der Städte Bochum, Hagen und Hamm und dem Chemischen- und Lebensmitteluntersuchungsamt der Stadt Dortmund auf der Grundlage des Gesetzes zur Bildung integrierter Untersuchungsanstalten für Bereiche des Verbraucherschutzes (IUAG NRW) zu einer rechtlich selbständigen Institution zusammengefasst.
Der Gründungsvorstand wurde aus den Amtsleitern der zusammengefassten Einrichtungen gebildet (CUA Bochum: Paul Müller, CLUA Dortmund: Wolfgang Hennig, CUA Hagen: Thorsten Münstedt, CUA Hamm: Dirk Höhne, SVUA Arnsberg: Olaf Häger). Zurzeit besteht der Vorstand aus Birgit Kastner und Benedikt Brand.
Sitz des CVUA-Westfalen ist Bochum. Weitere Standorte der Anstalt befinden sich noch in Arnsberg, Hagen und Hamm.

## Einzugsgebiet
Das CVUA-Westfalen ist für den Regierungsbezirk Arnsberg mit insgesamt 3,6 Mio. Einwohner zuständig und umfasst damit folgende Städte und Kreise:
- Ennepe-Ruhr-Kreis
- Bochum
- Dortmund
- Hagen
- Hamm
- Hochsauerlandkreis
- Märkischer Kreis
- Kreis Olpe
- Kreis Siegen-Wittgenstein
- Kreis Soest
- Kreis Unna

Die Stadt Herne hat sich gegen eine Trägerschaft im CVUA-Westfalen entschieden und ihre Aufgaben im gesamten Bereich der Lebensmittelüberwachung vertraglich auf den Kreis Recklinghausen übertragen. Dieser bedient sich für die aus Herne stammenden Proben des CVUA-Westfalen als Nutzer.

## Veröffentlichungen
In seinen Jahresberichten stellt das CVUA-Westfalen ausgewählte Ergebnisse seiner Arbeit vor.